# SBS의 아나운서 목록
이 목록은 SBS에서 아나운서를 정리한 것이다.

## 현직 아나운서

### 본사
| 연도   | 기수 | 남성   | 여성                   |
| ------ | ---- | ------ | ---------------------- |
| 1991년 | 1기  |        | 최영주                 |
| 1993년 | 2기  | 박상도 |                        |
| 1995년 | 3기  | 박광범 | 김소원, 최영아         |
| 1996년 | 4기  | 염용석 | 이현경                 |
| 1998년 | 6기  |        | 이병희                 |
| 2000년 | 8기  |        | 박은경, 윤현진, 이혜승 |
| 2001년 | 9기  | 정석문 |                        |
| 2003년 | 11기 |        | 류이라, 정미선         |
| 2006년 | 14기 |        | 최혜림                 |
| 2007년 | 15기 |        | 이윤아                 |
| 2010년 | 17기 | 김주우 | 유혜영                 |
| 2015년 | 20기 | 김윤상 | 김선재                 |
| 2016년 | 22기 | 이인권 | 주시은                 |
| 2021년 | 26기 |        | 김가현                 |
| 2023년 | 27기 | 김현진 |                        |

### 지역
- 1995년 입사 : 신상윤(TBC), 황범(KNN)
- 1997년 입사 : 최지현(CJB), 김선희(TBC), 유진수(JTV)
- 2000년 입사 : 김도휘(TBC), 장진영(TBC)
- 2002년 입사 : 김우진(G1방송), 현승훈(KNN), 김민경(JIBS), 최재혁(JIBS)
- 2004년 입사 : 이정민(JIBS)
- 2006년 입사 : 장성규(JIBS)
- 2009년 입사 : 정희정(KNN)
- 2011년 입사 : 최승희(TJB)
- 2012년 입사 : 황수동(CJB), 연규옥(CJB)
- 2013년 입사 : 편정택(ubc)
- 2014년 입사 : 정준희(KNN), 이해리(KNN), 최창은(kbc)
- 2015년 입사 : 김명미(TBC)
- 2016년 입사 : 이은지(TJB), 이향원(TBC)
- 2018년 입사 : 정승조(CJB)
- 2019년 입사 : 김다롬(KNN)
- 2021년 입사 : 이승재(ubc)
- 2022년 입사 : 임혜림(KNN)
- 2023년 입사 : 김예은(TBC), 백승열(TBC), 박경익(KNN), 이화영(KNN), 김혜민(KNN), 최지은(ubc)
- 2024년 입사 : 이가연(G1방송), 강민주(G1방송), 박세종(TJB), 유지수(TJB), 김수영(TJB), 문다인(CJB), 오주호(KNN), 김채림(KNN), 도승민(JTV), 황인찬(kbc), 안지현(JIBS)
- 2025년 입사 : 박주은(JTV), 고이정(JIBS), 신유정(JIBS), 강희찬(kbc), 강민지(kbc)

## 전직 아나운서

### 남성
- (故)김태욱♣ (1991년 ~ 2020년)
- 박영만♣ (1991년 ~ 2014년)
- 손석기♣ (1991년 ~ 2010년)
- 송경철● (1991년 ~ 1995년)
- 유협♣ (1991년 ~ 2011년)
- 이재윤● (1991년 ~ 1995년)
- 최선규■ (1991년 ~ 1993년)
- 한종희★ (1991년 ~ 2015년)
- 김박★ (1991년(1기) ~ 불명)
- 김영성★ (1991년(1기) ~ 1994년)
- 이계진■ (1992년 ~ 1994년)
- 노영환♣ (1993년 ~ 2019년)
- 서창민 (1993년(2기) ~ 불명)
- 유정현■★[1] (1993년(2기) ~ 2000년)
- 김정일 (1993년(3기) ~ 2022년)
- 신용철 (1993년(3기) ~ 2023년)
- 심소원(舊. 심종환) (1995년(3기) ~ 1998년)
- 손범규 (1995년(3기) ~ 2021년)
- 배기완♣■ (1996년(4기) ~ 2019년)
- 김범수■ (2000년(8기) ~ 2004년)
- 박찬민■ (2000년(8기) ~ 2021년)
- 최기환■ (2003년(11기) ~ 2021년)
- 김일중■ (2005년(13기) ~ 2015년)
- 배성재■ (2006년(14기) ~ 2021년)
- 김환■ (2007년(15기) ~ 2018년)
- 조정식■ (2013년(18기) ~ 2023년)

### 여성
- 김영 (1991년 ~ 1992년)
- 박순심 (1991년 ~ 1994년)
- 변순복 (1991년 ~ 1995년)
- 왕수현 (1991년 ~ 1997년)
- 유영미♣ (1991년 ~ 2022년)
- 윤영미■ (1991년 ~ 2010년)
- 이영혜 (1991년 ~ 1995년)
- 최영임● (1991년 ~ 2000년)
- 전은진★ (1991년 ~ 불명)
- 류지현 (1991년(1기) ~ 2000년)
- 송선경 (1991년(1기) ~ 불명)
- 김성경■ (1993년(2기) ~ 2002년)
- 남은영 (1993년(2기) ~ 불명)
- 이소영 (1993년(2기) ~ 불명)
- 이신원★ (1993년(2기) ~ 1995년)
- 윤지영■ (1996년(4기) ~ 2010년)
- 한성주■ (1996년(4기) ~ 2000년)
- 정지영■ (1998년(6기) ~ 2004년)
- 양승연 (1998년(6기) ~ 불명)
- 오승연■ (2000년(8기) ~ 2001년)
- 김지연 (2001년(9기) ~ 2022년)
- 윤소영■ (2001년(9기) ~ 2013년)
- 김주희■ (2005년(13기) ~ 2015년)
- 박선영■ (2007년(15기) ~ 2020년)
- 김민지■ (2010년(17기) ~ 2014년)
- 장예원■ (2013년(18기) ~ 2020년)
- 김민형 (2018년(23기) ~ 2020년)
- 김수민■ (2018년(23기) ~ 2021년)
- 김다영■ (2021년(26기) ~ 2025년)

## 같이 보기
- SBS